# Grupo Sura

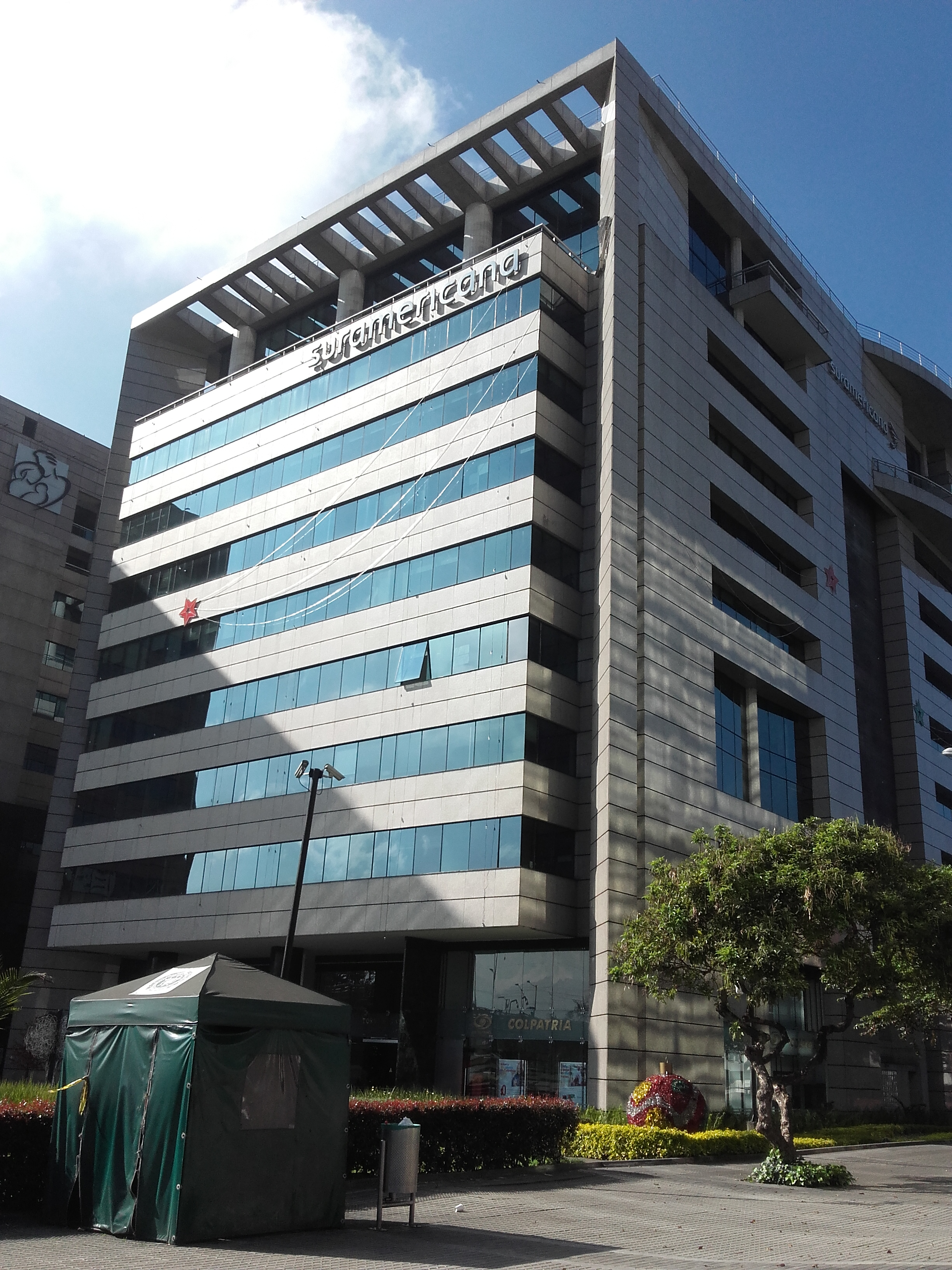
Sede del Grupo Sura en Bogotá.

Grupo de Inversiones Suramericana, también conocida como Grupo Sura, es un consorcio gestor de inversiones de origen colombiano, cuyo eje principal son los servicios financieros. Presente en 11 países de América Latina, es la compañía holding del Conglomerado Financiero SURA-Bancolombia. Cotiza en la Bolsa de Valores de Colombia (BVC), Es parte del índice COLCAP y está inscrita en el programa ADR - Nivel I en Estados Unidos.  
Esta entidad es la única latinoamericana del sector Servicios Financieros Diversos y Mercado de Capitales, que forma parte del Índice Mundial de Sostenibilidad Dow Jones, con el cual se reconoce a las compañías que se destacan a nivel mundial por contar con las mejores prácticas en materia económica, ambiental y social.

## Historia
El 12 de diciembre de 1944 se creó la Compañía Suramericana de Seguros S. A. en Medellín, Antioquia, dedicada a la actividad aseguradora en Colombia. La empresa creció y generó nuevas líneas de negocios, e incorporó a su portafolio de inversiones otras importantes compañías colombianas. En la década de los setenta, ante intentos de tomas hostiles de grupos económicos de otras regiones del país, se llevó a cabo un proceso de protección de la industria regional mediante intercambios accionarios entre compañías de origen antioqueño, como Suramericana de Seguros, Cementos Argos y Compañía Nacional de Chocolates, entre otras.
En diciembre de 1997, la Compañía Suramericana de Seguros es reestructurada a través de una escisión, mediante la cual se separa el manejo del portafolio de inversiones de la actividad operativa de seguros. Como resultado, nace la compañía Suramericana de Inversiones S. A., convirtiéndose esta última en la compañía matriz.
En enero de 2011, Grupo Sura anunció la compra de Progreso Compañía de Seguros - Proseguros en República Dominicana por valor de USD$22,5 millones, que hasta entonces era propiedad de la estadounidense Palmfund Management. Proseguros para ese año era el cuarto mayor competidor en ese país con ventas anuales de USD$72 millones.
En julio de 2011, el grupo holandés ING anunció la venta de sus filiales americanas de seguros, pensiones e inversiones a Grupo Sura, siendo esta la mayor transacción hecha por una compañía colombiana en el exterior y de las mayores en América. Dada la importancia, Grupo Sura creó la filial Sura Asset Management, que es la encargada de manejar los activos adquiridos a ING en los países donde tiene presencia.
Luego de haber pertenecido por 5 años al Grupo Bancolombia, la compañía de seguros Asesuisa en El Salvador, pasa a manos de Grupo Sura en 2012 por valor de USD$100 millones, convirtiéndose en filial en ese país.
En febrero de 2015, Grupo Sura adquiere Seguros Banistmo en Panamá por un valor de USD$96,4 millones convirtiéndola en un fuerte competidor en el país centroamericano con ventas de USD$126.400 en el año 2016 y ocupando el cuarto lugar por debajo de ASSA, Internacional de Seguros y Mapfre.
En septiembre de 2015, el grupo Sura compró las operaciones latinoamericanas de RSA por 403 millones de libras. Con la adquisición, Grupo Sura ingresó a los mercados de seguros de Argentina, Brasil y Uruguay, y amplió sus operaciones en Colombia, Chile y México.
En diciembre de 2024, Se hizo oficial un acuerdo de escisión con Grupo Argos tras años de haber mantenido participaciones accionarias cruzadas.

## Organización
Las principales compañías que integran el portafolio de inversiones de Grupo SURA, se agrupan de la siguiente manera:
- Servicios financieros: constituyen el foco principal de la gestión de Grupo SURA; son compañías que están en los sectores de banca, seguros, pensiones, ahorro e inversión, como es el caso de sus filiales Suramericana -especializada en seguros, tendencias y riesgos-, y SURA Asset Management -en la industria de pensiones, ahorro e inversión-. También en esta categoría está Grupo Bancolombia -banca universal-, compañía no controlada y otra de las más importantes inversiones del portafolio.

## Pensiones
- AFP Protección es una administradora de fondos de pensiones y de cesantías en Colombia. Cuenta con 5.5 millones de afiliados y maneja activos por 150 billones de pesos.[12]

- AFP Integra es una administradora de fondos de pensiones en Perú fue adquirida a ING en 2011. y en 2013 adquirió el 50% de AFP Horizonte.[13]

- AFP Capital es una administradora de fondos de pensiones en Chile. En 2023, poseía 1.523.703 afiliados y 19,6% de participación en el mercado.[14]

- AFAP SURA, es una administradora de fondos de pensiones en Uruguay opera desde 2011 tras la compra de Afinidad AFAP. en junio de 2024 poseía el 23% de los afiliados del sistema, y un 18,2% de los fondos, siendo la segunda AFAP más grande del Uruguay.[15]

- AFAP Crecer, es una administradora de fondos de pensiones en el Salvador. Operaba desde 2011.[16] hasta febrero de 2024 cuando Sura vendió sus acciones a Centro Financiero Crecer, S.A un fondo de capitales dominicanos domiciliado en Panamá.[17]

## Tipos de inversiones
Al ser una compañía matriz, Grupo SURA invierte en acciones de empresas que generan bienes y servicios. Su portafolio de inversiones está agrupado en dos segmentos:
- Inversiones estratégicas:
  - Suramericana S. A. (81,1 % de participación)
  - Bancolombia (24,5 % de participación)[18]
  - Sura Asset Management (83,6 % de participación)